# Nikki Sixx

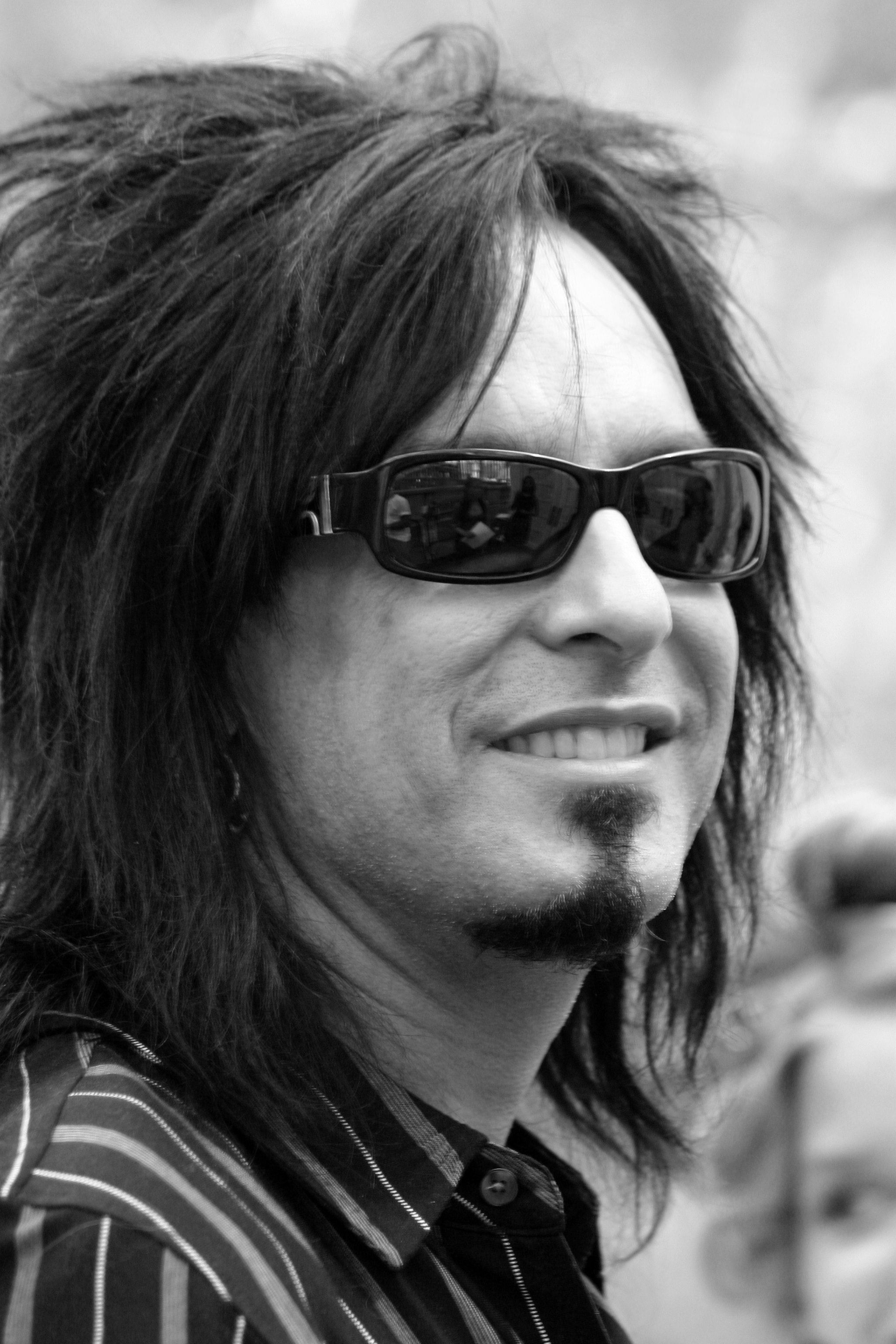
Nikki Sixx (2007)

Nikki Sixx (* 11. Dezember 1958 in San José, Kalifornien als Frank Carlton Serafino Feranna) ist ein US-amerikanischer Musiker und Gründer und Bassist der Glam-Metal-Band Mötley Crüe. 1980 gründete er die Band zusammen mit Tommy Lee in Los Angeles.

## Leben
Seinen ursprünglichen Namen Frank Carlton Serafino Feranna ließ er Ende 1980 offiziell ändern, nachdem er sich mit seinem namensgleichen Vater, ursprünglich aus Calascibetta (Sizilien) in Italien, Frank Feranna, zerstritten hatte. In der 2002 auf Deutsch erschienenen Mötley-Crüe-Autobiografie The Dirt ist das originale Behördenformular des kalifornischen Landkreises der Stadt Los Angeles zur Namensänderung abgedruckt, datiert auf den 7. November 1980. Mit dieser Namensänderung wollte er den Familiennamen Ferrana für immer hinter sich lassen. Zu seinem Pseudonym ließ er sich durch den Frontmann der kalifornischen Coverband Squeeze inspirieren, der sich Niki Syxx nannte. Zuerst übernahm er nur den Vornamen und verdoppelte das ‚K‘. Nachdem er sich zuerst Nikki London nannte und auch kurz über Nikki Nine nachdachte, entschied er sich final, auch das „Syxx“ abgewandelt als „Sixx“ zu übernehmen.
Mit seiner ersten Frau hat er drei Kinder. In zweiter Ehe heiratete er die Schauspielerin Donna D’Errico, sie brachte einen Sohn mit in die Ehe. Ihre gemeinsame Tochter wurde am 2. Januar 2001 geboren. D’Errico reichte im Mai 2006 die Scheidung ein.
Nikki Sixx betrieb im Jahr 2000 zusammen mit seinem Ex-Schwiegervater Dave Darling das Musikprojekt 58. Nach dem vorläufigen Ende von Mötley Crüe gründete er 2002 mit Tracii Guns die Band Brides of Destruction.
Zwischenzeitlich gab es eine Reunion von Mötley Crüe in der Originalbesetzung. Vom 14. Februar 2005 bis April 2006 fand die Reunion-Tour „Carnival of Sins“ statt. Im Jahr 2015 löste sich die Band offiziell auf und kündigte im November 2019 ihre Reunion sowie eine US-Tour für 2020 an.

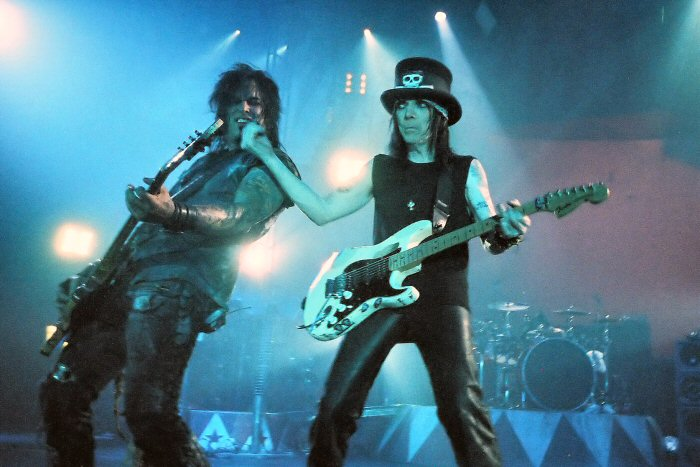
Sixx (links) mit Mick Mars (2005)

In seinem Buch The Heroin Diaries: A Year in the Life of a Shattered Rock Star berichtet Sixx über seine überstandene Drogenabhängigkeit und sein Leben als Rockstar.
Zu diesem Buch gibt es einen Soundtrack namens The Heroin Diaries Soundtrack, den er mit seiner Band Sixx:A.M. veröffentlichte. Die drei Singles Life is Beautiful, Pray For Me und Dead Man’s Ballet sind auf Sixx’ Myspace-Seite der Öffentlichkeit zugänglich.
Als Nikki Sixx sieben Jahre alt war, rauchte er in Mexiko zum ersten Mal Pot. Mitte der 1980er Jahre waren seine Arme durch das ständige Setzen von mit Heroin gefüllten Spritzen dermaßen zerstochen und seine Venen stark geschädigt, so dass er bald die Nadeln der Spritzen in Beine, Füße, Hände, Hals und sogar in seinen Penis einstechen musste. Dazu fielen ihm büschelweise die Kopfhaare aus. Verursacht durch seinen ausschweifenden Lebenswandel entwickelte Nikki Sixx einen drogeninduzierten Verfolgungswahn mit Halluzinationen. In diesem Zusammenhang durchsuchte Sixx sein Haus nach Einbrechern, sah draußen in den Bäumen unbekannte Personen, hörte Polizisten auf seinem Dach spazieren und vermutete, ein Sondereinsatzkommando zur Drogenbekämpfung wolle bei ihm eindringen. Die von Nikki Sixx komponierten Zeilen „Going way too fast / Gonna burn and crash / Valentine's in London / Found me in the trash“ des Mötley-Crüe-Songs Dancing on Glass, enthalten auf dem Album Girls, Girls, Girls von 1987, beziehen sich auf eine nächtliche Begegnung zwischen ihm und einem zwielichtigen Drogendealer, als Mötley Crüe auf Europatournee waren, nach einem Auftritt am Valentinstag mit Cheap Trick in London. Ein Taxi brachte Nikki Sixx und Gitarrist Andy McCoy von Hanoi Rocks, seine Begleitung, in ein Viertel im Stadtteil Hammersmith mit verfallenen Mietskasernen, wo ihm der Dealer eine Überdosis starkes Heroin in den Arm spritzte und Sixx dadurch das Bewusstsein verlor. Nachdem der Drogendealer mit einem Baseballschläger auf Brust und Arme von Nikki Sixx eingeschlagen hatte, um dessen Kreislauf durch den Schmerz erfolglos in Schwung zu bringen, legte ihn der Dealer kurzerhand in einen Müllcontainer und flüchtete. Nach einer mit Slash von Guns n’ Roses gefeierten Party in Los Angeles im Jahr 1987 entging Nikki Sixx wiederholt nur knapp dem Tod nach dem Konsum von persischem Heroin. Im Krankenwagen eines Notarztes musste Sixx reanimiert werden. Als er im Krankenhaus aufwachte, ergriff er die Flucht und nahm in seiner Wohnung abermals Heroin, wodurch Sixx im heimischen Badezimmer blutend zusammenbrach, mit der Spritze im Arm steckend. Um dieses einschneidende Erlebnis zu verarbeiten, schrieb Sixx darüber den Song Kickstart My Heart für das Mötley-Crüe-Album Dr. Feelgood von 1989.
Als Nikki Sixx einen Nachmittag in seiner Wohnung mit seiner Freundin Denise "Vanity" Matthews verbrachte, die Sängerin der amerikanischen Girl-Pop-Band Vanity 6, mit der er eine auf gemeinsamem Drogenkonsum basierende Beziehung führte, schaltete das Paar im Schlafzimmer das Radio ein, während sich im Wohnzimmer zu Besuch gekommene Freunde unterhielten. Da Sixx die Stimmen aus dem Radio auf sich bezog und dadurch bedroht fühlte, holte er eine Pistole des Kalibers .357 Magnum hervor und schoss damit mehrmals auf einen großen Lautsprecher der Stereoanlage.
Über die Entzugserscheinungen wie Schweißausbrüche, Fieber, Zittern und Erkältungssymptome, die Nikki Sixx befielen, wenn er kein Heroin nahm, schrieb er in der 2002 in deutscher Sprache erschienenen Autobiographie The Dirt aus der Feder von Mötley Crüe: „Ich hatte stets geglaubt, ich sei stärker als jede Droge und viel zu clever, um wirklich von etwas abhängig zu werden; nur Idioten ohne Willenskraft wurden abhängig. Aber in diesem Moment in meinem Hotelzimmer wurde mir klar, dass ich entweder ein Idiot war oder mich geirrt hatte.“
Im Gedenken an seine nach schwerer Krankheit verstorbene Großmutter, die mit Vornamen Nona hieß, schrieb Nikki Sixx, der eine enge Bindung zu seiner Oma besaß, den balladesken Song Nona, der sich auf dem 1987 erschienenen Album Girls, Girls, Girls von Mötley Crüe befindet. Zusammen mit der Rockmusikerin Lita Ford komponierte Sixx den Song Falling In And Out Of Love, zu einem Zeitpunkt, als ihm keine Ideen für neue Mötley-Crüe-Stücke einfallen wollten, der 1988 auf dem dritten Album namens Lita von Lita Ford erschien. Seinen tief sitzenden Vater-Sohn-Komplex thematisierte Sixx, der bei seiner alleinerziehenden Mutter aufgewachsen war, in dem aggressiv stampfenden Song Father, der auf der mit Interims-Sänger John Corabi aufgenommenen Mötley-Crüe-EP Quaternary von 1994 zu finden ist. Beim Verfassen des Songtextes konzentrierte sich Sixx nicht nur auf das schlechte Gefühl, nie einen Vater gehabt zu haben, sondern versuchte ebenso nachzuempfinden, wie ein Vater sich fühlen musste, der keinen Kontakt zu seinem leiblichen Sohn besaß.
Er gründete im Jahr 2007, für zunächst nur eine einmalige Sache, die Hard-Rock-Band Sixx: A.M. mit dem Songwriter, Produzenten und Sänger James Michael und dem Gitarristen DJ Ashba., um einen Soundtrack zu seiner Autobiografie The Heroin Diaries: A Year in the Life of a Shattered Rock Star aufzunehmen. Durch den Erfolg der ersten Single Life Is Beautiful entschloss man sich jedoch, die Band fortzuführen.
Von 2007 bis 2010 war Sixx mit der Tattookünstlerin Kat von D liiert, im Januar 2010 trennten sich die beiden ohne offizielle Angabe von Gründen. Noch im selben Jahr begann Sixx eine Beziehung mit dem Model Courtney Bingham, das er am 15. März 2014 in dritter Ehe heiratete.
Nikki Sixx hatte eine leibliche Schwester namens Lisa, die das Down-Syndrom hatte, weder sprechen, sehen noch gehen konnte und deshalb als Intensivpflegepatientin in einem Sanatorium in Santa Cruz lebte. Jedoch erfuhr Nikki Sixx erst als Erwachsener von der Existenz seiner Schwester, kurz vor Start der Tournee zu dem 1997 erschienenen Mötley-Crüe-Album Generation Swine. Wenige Tage nach Abschluss der Tournee starb seine Schwester Lisa an einem Herzinfarkt, deren Beerdigung in einer Urne nach Einäscherung Sixx finanzierte. Seine Schwester ließ er auf einem eigens dafür erworbenen Grundstück auf einem Berg in Los Angeles beisetzen, unter einer Engels-Statue mit Flügeln. Außerdem hat Sixx einen vier Jahre älteren Halbbruder namens Randy, von dem er ebenfalls erst als Erwachsener erfuhr. Jener Randy Feranna war es, der ihn über seine Schwester Lisa informierte. Jahrelang war Randy Feranna großer Fan von Mötley Crüe, ohne zu wissen, dass ein Blutsverwandter von ihm in dieser Glam-Metal-Band den E-Bass spielt. Zudem hat Nikki Sixx eine Halbschwester mit Vornamen Ceci. Sein Vater, Frank Feranna senior, starb an Weihnachten 1987 unter der Dusche an einem Herzanfall.
In der Filmobiographie The Dirt – Sie wollten Sex, Drugs & Rock’n’Roll (2019) über Mötley Crüe wird er von Douglas Booth dargestellt.
Nikki Sixx und seine Frau leben in Jackson Hole, Wyoming und haben ein Haus in Ventura County (Santa Monica Mountains).

## Veröffentlichungen
- Tagebuch eines Heroinsüchtigen: 365 höllische Tage im Leben eines Rockstars. I.P. 2009, ISBN 978-3931624613.